# نورتون (ماساتشوستس)
نورتون (بالإنجليزية: Norton, Massachusetts)‏ هي بلدة أمريكية تقع في الولايات المتحدة في مقاطعة بريستول (ماساشوستس). يقدر عدد سكانها بـ 19,031 نسمة ومساحتها 77.2 كم2 وترتفع عن سطح البحر 32 متر.

## أعلام
- جون جونز كلارك
- جورج إل. كلارك
- إدوارد هاموند كلارك
- جوناثان إيدي